# Reazione di Ehrlich
Con il nome reazione di Ehrlich si indicano diverse tipologie di reazioni utilizzate nell'analisi chimica qualitativa e quantitativa.

## Individuazione del triptofano
Il reattivo di Ehrlich produce colorazione blu della soluzione in cui è presente nel caso in cui tale soluzione contenga triptofano.

## Analisi delle urine
Un'altra applicazione del reattivo di Ehrlich è l'individuazione dell'urobilinogeno o del porfobilinogeno.

## Individuazione di alcaloidi
Il reattivo di Ehrlich viene anche utilizzato diluito in etanolo per rilevare la presenza di alcaloidi. In caso della loro presenza, la soluzione si colora con anelli rosa, rossi o gialli.